# Абрахамс, Питер Генри
Пи́тер Ге́нри А́брахамс Дерас (англ. Peter Henry Abrahams Deras, 3 марта 1919, Фредедорп, Южно-Африканский Союз — 18 января 2017, Сент-Эндрю, Ямайка) — писатель левых взглядов из ЮАР, писавший на английском языке. Яркий противник режима апартеида.

## Биография
Отец Абрахамса — выходец из Эфиопии. Мать происходила из цветной семьи Капской провинции Южной Африки, в которой смешалась кровь разных народов.
Родился в пригороде Йоханнесбурга Фредедорп. С 1939 года жил в Лондоне. Работал носильщиком, шофёром, матросом, журналистом (на «Дейли уоркер»). Работая в Лондоне, познакомился с такими политиками-панафриканистами, как Джордж Падмор, Джомо Кениата и Кваме Нкрума. В 1956 году переехал на Ямайку.
Учился в колледже под названием Грэйс Дьо, который находился неподалёку от южноафриканского г. Питерсбурга. продолжил обучение в колледже Святого Петра. Этот период его жизни, как считал он сам, оказал большое влияние на формирование его личности. Здесь он познакомился и сошёлся с интеллигентной еврейской семьёй. Это были первые белые люди, пригласившие его в свой дом. Не один вечер провели они вместе, обсуждая проблемы добра и зла, любви и ненависти, равенства, гуманизма и дискриминации.
В это же время увлёкся марксизмом, но гуманистические идеи будущего писателя не всегда совпадали с реалиями южноафриканского коммунистического движения тех лет. Абрахамс писал о коммунистах, возможно, впрочем, распространяя свои более поздние лондонские впечатления на Южную Африку: «Если бы только они оставляли место для жалости, сострадания, милосердия… Если бы делали скидку на человеческое сердце…».
Писатель был убит в своём доме в Сент-Эндрю 18 января 2017 года. Ему было 97 лет. За его убийство 61-летний местный житель Норман Томлинсон был приговорён к 7 годам тюремного заключения.

## Творчество
Известен, прежде всего, своими антирасистскими романами «Тропою грома» (1948), «Венок Майклу Удомо» (1956), «Живущие в ночи» (1965). После долгого перерыва его следующий роман появился через двадцать лет — в 1985 г. «Вид из Коябы» — самый большой роман писателя. Это эпопея, символическая картина истории представителей черной расы от её порабощения до современных поисков своей сущности и лучшего устройства мира. Действие романа разбросано по всему миру от американского Юга до Уганды. В его ткань вплетены многие из идейных движений, формировавших черный мир или возникших внутри него христиаиство, марксизм, панафриканизм, идеи Франца Фанона, Уильяма Дюбуа, Маркуса Гарви. В то же время роман в какой-то мере автобиографичен, прежде всего направлением духовного становления народа, оказавшегося очень близким к пути духовного развития автора.
Его авторству также принадлежат роман «Остров сегодня» (1966) — о борьбе островных государств Карибского бассейна за политическую независимость, исторический роман «Мрачная победа» (1950), автобиографическая повесть «Расскажи о свободе» (1954), различные рассказы и стихи.
По мотивам романа «Тропою грома» в 1958 году был поставлен одноимённый балет. Музыка написана известным азербайджанским композитором Кара Караевым. Автор либретто — Ю. Слонимский.

## Музыка
- 1959 — опера «Тропою грома» Михаила Магиденко по одноимённому роману писателя.
- 1973 — опера «Рыцарь в ночи» Эрнста Германа Майера по тому же роману писателя.